# Adolf Noreen
Adolf Gotthard Noreen (født 13. marts 1854 i Värmland, død 13. juni 1925 i Uppsala) var en svensk sprogforsker, far til Ärland og Erik Noreen.
Noreen, der blev student i Uppsala 1871, docent 1877 og 1887—1919 var professor i nordiske sprog sammesteds, var en af sin tids produktiveste og betydeligste nordiske sprogforskere. Han har behandlet svenske almuesmål i et grundlæggende værk om Fryksdalsmålet (1877) og i afhandlinger om Fårömålet, Dalmålet med mere i tidsskriftet Nyare bidrag till kännedom om svenska landsmålen. Emner fra almindelig nordisk sproghistorie har Noreen behandlet især i "Arkiv för nordisk filologi" og i sine meget brugte håndbøger: Altisländische Grammatik, 3. udgave (1903), Altschwedische Grammatik (1904), Altschwedisches Lesebuch, 2. udgave (1904), Abriss der urgermanischen Lautlehre (1894), Geschichte der nordischen Sprachen, 3. udgave (1913). For fremkaldelse af et større åndeligt samliv mellem Nordens folk har Noreen blandt andet virket ved sit tidsskrift "Nordisk revy" (1883—85).
Noreens hovedværk er dog den kæmpemæssige nysvenske grammatik Vårt språk, som var beregnet til at blive 9 store bind, hvoraf fem blev afsluttede. Noreens Vårt språk har især ved sin originale behandling af betydningslæren fremkaldt en livlig drøftelse af de grammatiske grundbegreber. Noreen var den ledende ånd i "Kungliga Ortnamnskommittéen", som har påbegyndte (fra 1902) en storstilet undersøgelse af alle svenske stednavne, hvoraf ved hans død kun de i Älvsborgs län var færdigbehandlede. Foruden sine strengt videnskabelige værker har Noreen skrevet en stor mængde populære sproglige afhandliger, delvis samlede i Spridda studier I—II (1895—1903), ligesom han har taget ivrig del i bestræbelserne for en forbedret svensk retskrivning (især i tidsskriftet "Nystavaren" 1886 ff.) og holdt stærkt besøgte folkelige universitetsforelæsninger i Uppsala.